# Птичь (платформа)
Пти́чь (бел. Пціч) — пассажирский железнодорожный остановочный пункт Минского отделения Белорусской железной дороги на линии Минск — Барановичи, расположенный в Минском районе, в двух километрах, от одноимённой реки. В километре от железнодорожной станции проходит магистраль М1, за которой и находится популярное место отдыха жителей города — река Птичь. С другой стороны остановочного пункта расположен посёлок Прилучки.

## История
Платформа известна как минимум с середины 1960-х годов, когда были запущены пригородные поезда из Минска до Столбцов, в частности к Волковичскому водохранилищу и множественным дачам в окрестностях нынешней платформы. В 1975 году остановочный пункт был электрифицирован переменным током (~25 кВ) в составе участка Минск — Столбцы. Рядом с павильоном, позади платформы, расположен мемориал в честь павших на фронтах Великой Отечественной войны.
28 февраля 2015 года на станции трагически погиб белорусский архитектор Юрий Ананич, которого снесло порывом ветра под товарный поезд. В 2019—2020 году на остановочном пункте были проведены работы по капитальному ремонту и модернизации, для дальнейшей организации перевозок пассажиров поездами городских линий между городом Минском и городом-спутником Дзержинском. На платформе асфальтное покрытие было заменено на тротуарную плитку, отремонтирован пассажирский павильон, заменены опоры и светильники, обустроены автомобильные площадки.

## Устройство станции
Железнодорожная остановка состоит из двух низких боковых платформ, при этом в некотором отдалении друг от друга. Платформа в направлении Барановичей, в направлении Минска — слегка изогнутая, обе имеют длину около 200 метров. Переход железнодорожного полотна осуществляется по настилу на путях, оборудованному предупреждающими плакатами. Пассажирский павильон и билетная касса расположены на платформе в направлении города Минска.

## Пассажирское сообщение
Через платформы остановочного пункта ежедневно проходят семь пар электропоездов региональных линий экономкласса в (пригородные электрички) до станции Столбцы и семь поездов до Барановичей-Полесских, ряд пригородных электропоездов проезжают платформу транзитом, без совершения остановки. Время пути до Минска составляет до 25 минут, в направлении Барановичей — 2 часа 40 минут.
От остановочного пункта имеются выходы к деревням Прилучки, Заболотье и Хадоково, а также к садоводческим товариществам «Птичь», «На Птичи», ряду других, а также к биологическому заказнику «Прилукский».